# Markus Rosenberg
Nils Markus Rosenberg (* 27. September 1982 in Malmö) ist ein ehemaliger schwedischer Fußballspieler. Er wurde hauptsächlich im Sturm eingesetzt und stand zuletzt beim schwedischen Erstligisten Malmö FF unter Vertrag.

## Karriere

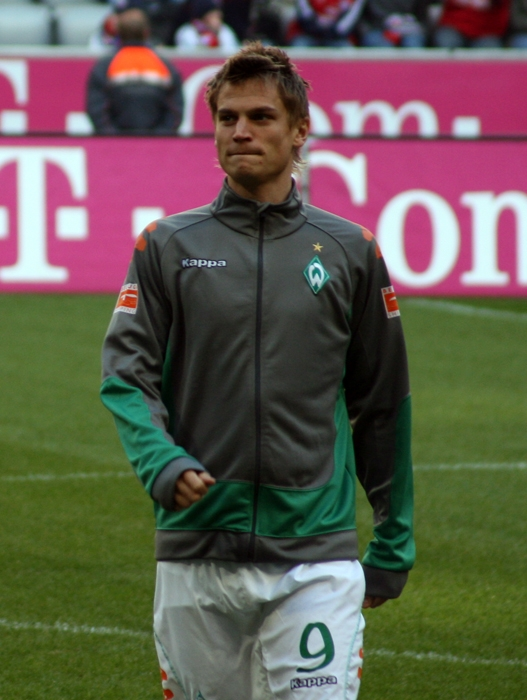
Markus Rosenberg bei Werder Bremen

### Im Verein

#### Malmö FF / Halmstads BK
Markus Rosenberg spielte in der Jugend von Malmö FF, derselben Jugendmannschaft wie Zlatan Ibrahimović, schaffte es jedoch nicht, sich im Profiteam von Malmö FF zu etablieren. Deshalb wurde er im Kalenderjahr 2004 an den Ligarivalen Halmstads BK verliehen. Er war dort erfolgreich und brachte es auf 14 Tore in 26 Spielen. Fast verhalf er dadurch Halmstads BK zur schwedischen Meisterschaft. Im letzten Spiel der Saison gegen IFK Göteborg unterstützte er Dusan Djuric beim 1:0, wurde aber zur Halbzeit verletzungsbedingt ausgewechselt. In der zweiten Hälfte schoss Göteborg das 1:1, fast zeitgleich gelang Malmö FF das 1:0 gegen IF Elfsborg und wurde mit nur einem Punkt Vorsprung schwedischer Meister vor Halmstads BK. Damit endete seine Leihe und im Kalenderjahr 2005 spielte er wieder für ein halbes Jahr bei Malmö FF.

#### Ajax Amsterdam
Zur Saison 2005/06 wechselte er vom Malmö FF zum niederländischen Verein Ajax Amsterdam. Hier fand sich der Stürmer im 4-3-3-System, in dem er meistens zusammen mit Klaas-Jan Huntelaar und Mauro Rosales stürmte, gut zurecht und besetzte meist die linke Außenbahn. Rosenberg absolvierte in seiner ersten Saison 31 Ligaspiele und erzielte zwölf Treffer. Unter dem neuen Trainer Henk ten Cate fand er sich in der Hinrunde der Saison 2006/07, in der er in neun Einsätzen ohne Torerfolg blieb, meist auf der Reservebank wieder.

#### SV Werder Bremen / Racing Santander

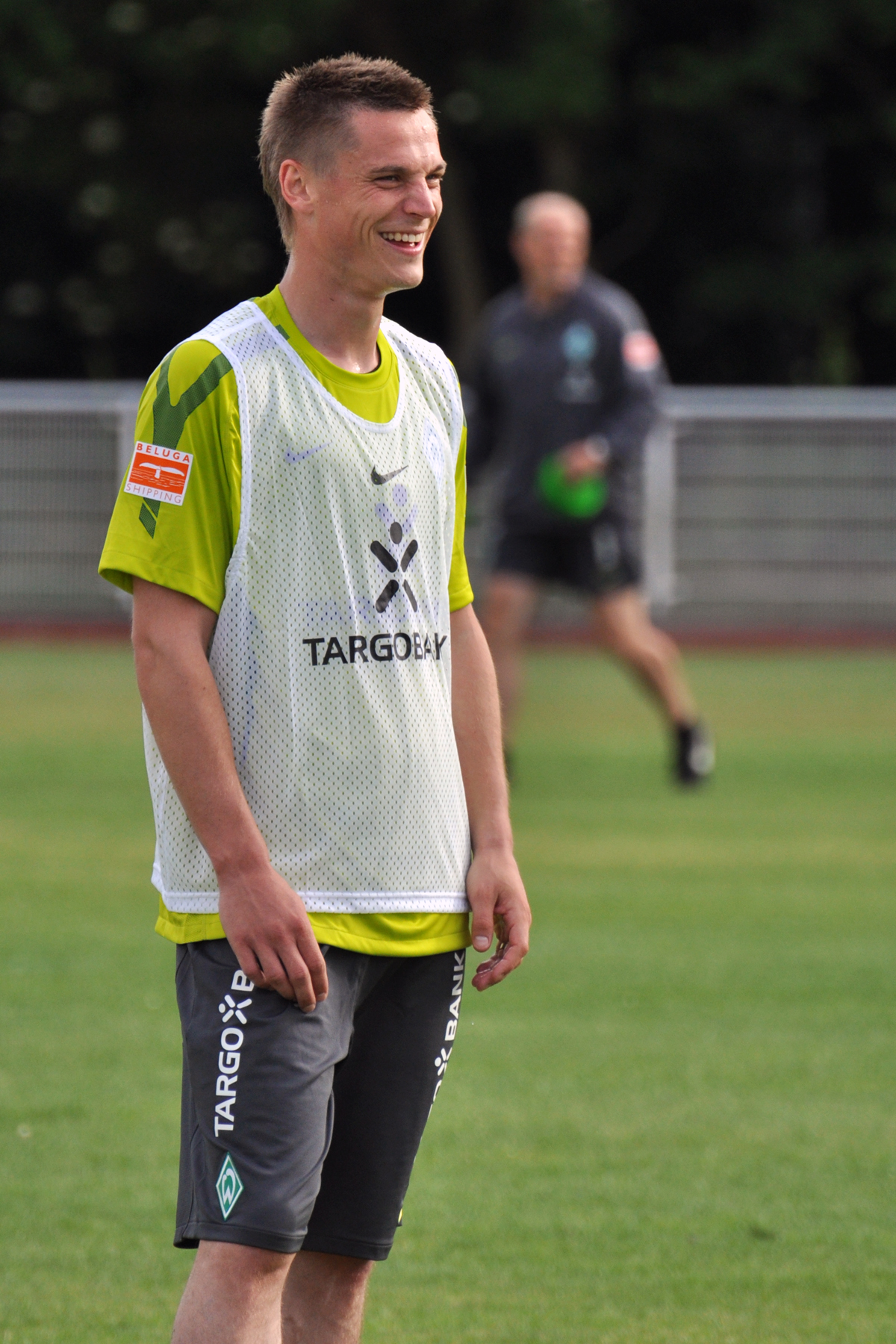
Markus Rosenberg, 2010

In der Winterpause 2006/07 wechselte Rosenberg zu Werder Bremen. Sein erstes Bundesligator erzielte er am 11. März 2007 beim 1:1 im Auswärtsspiel beim FC Bayern München mit dem Hinterkopf. Am 6. Mai 2007 traf er beim 4:1 gegen Hertha BSC dreimal und schoss somit seinen ersten, unreinen Hattrick für Werder Bremen. Insgesamt kam Rosenberg in seiner ersten Bundesliga-Spielzeit bei 14 Einsätzen auf acht Tore, davon erzielte er fünf als Einwechselspieler. Damit war er effektivster Joker der Liga. Wegen seiner guten Leistungen wurde er bei den Fans schon bald zum Publikumsliebling und erhielt von ihnen den Beinamen „Rosi“. Bei der Wahl zum Fußballer des Monats Mai 2007 wurde er Zweiter. Mit 14 Treffern im Ligaspielbetrieb war er in der Saison 2007/08 treffsicherster Werder-Profi und mit dem 1:0 in der Rückrunde gegen Hertha BSC auch „schnellster Torschütze“ dieser Spielzeit.
In der Saison 2009/10 musste der Stürmer aufgrund von Personalsorgen in der Abwehr als Außenverteidiger aushelfen. Am 27. Spieltag derselben Saison wurde er nach einer schwachen Leistung beim Heimspiel gegen den VfL Bochum auf die Tribüne verbannt.
Am 24. August 2010 wurde er jedoch im Rückspiel der Play-off-Runde zur Champions League 2010/11 gegen Sampdoria Genua überraschend für den verletzten Sandro Wagner eingewechselt und erzielte in der Nachspielzeit ein Tor, das Werder Bremen zunächst die Verlängerung sicherte und durch ein weiteres Tor von Claudio Pizarro dem Verein den Einzug in die Gruppenphase der Champions League ermöglichte.
Am 31. August 2010 verlängerte Markus Rosenberg seinen Vertrag um ein Jahr bei Werder Bremen, wurde jedoch für die Spielzeit 2010/11 an Racing Santander ausgeliehen. Dort bestritt er 33 Spiele und war mit neun Treffern bester Ligaschütze seiner Mannschaft. Aufgrund der gezeigten Leistungen konnte er in der nächsten Saison wieder in das Bundesligateam von Werder Bremen zurückkehren. Sein erstes Pflichtspieltor nach seiner Rückkehr erzielte Rosenberg am 30. Juli 2011 in der ersten Runde des DFB-Pokal 2011/12 zum zwischenzeitlichen 1:0. Am ersten Spieltag der Bundesliga spielte er durch und schoss beide Tore beim 2:0-Sieg gegen den 1. FC Kaiserslautern. Am 29. Oktober 2011 (11. Spieltag) bestritt er gegen den 1. FSV Mainz 05 sein 100. Bundesligaspiel für Werder Bremen.
Der zum 30. Juni 2012 ausgelaufene Vertrag mit Werder Bremen wurde nicht mehr verlängert.

#### West Bromwich Albion
In der Sommerpause 2012 wechselte Rosenberg ablösefrei in die Premier League zu West Bromwich Albion. Er unterschrieb einen Dreijahresvertrag bis zum 30. Juni 2015 und erhielt die Rückennummer acht. Hier hatte er jedoch mit namhafter Konkurrenz wie Shane Long, Scott Sinclair oder Romelu Lukaku zu kämpfen, weswegen der Schwede über die Rolle eines Ergänzungsspielers nie hinaus kam.

#### Rückkehr nach Malmö
Am 1. Februar 2014 kehrte Rosenberg zu seinem Jugendverein Malmö FF zurück. Dort fand er zu alter Stärke, erhielt regelmäßige Einsätze und wurde Kapitän der Mannschaft. Am 12. Dezember 2019 bestritt er für Malmö sein letztes Spiel gegen den FC Kopenhagen in der UEFA Europa League.

### Nationalmannschaft
Rosenberg nahm mit der schwedischen Nationalmannschaft, an der WM 2006 (ohne Einsatz), der EM 2008 und der EM 2012 teil. Auf dem Weg zur EM 2008 war er einer der beteiligten Akteure in einem skandalträchtigen Spiel. Am 2. Juni 2007 wurde er im EM-Qualifikationsspiel gegen Dänemark kurz vor Spielende von Christian Poulsen gefoult. Nachdem Herbert Fandel Poulsen die Rote Karte zeigte und den Schweden einen Foulelfmeter zusprach, wurde dieser von einem dänischen Anhänger attackiert. Dies führte zu einem Spielabbruch. Im Nachhinein wertete die UEFA die Partie mit 3:0 für die Schweden.

## Spielweise
Rosenberg ist beidfüßig, kopfballstark und wegen seiner Laufstärke besonders für ein auf Konter ausgelegtes Spiel geeignet. Als Rosenbergs Schwächen gelten die Chancenverwertung und die Ruhe beim Abschluss.

## Privates
Markus Rosenberg hat seit dem 14. April 2010 mit seiner Freundin eine Tochter.

## Erfolge
Im Verein:
- Niederländischer Supercup-Gewinner 2005 und 2006 mit Ajax Amsterdam
- Niederländischer Pokalsieger 2006 mit Ajax Amsterdam
- DFB-Pokal-Sieger 2008/09 mit Werder Bremen
- Schwedischer Meister 2014, 2016 und 2017 mit Malmö FF

Individuelle Auszeichnungen:
- Torschützenkönig der Allsvenskan 2004

## Belege
1. ↑  Rosenberg überzeugte als Joker. Kicker, 24. Mai 2007, abgerufen am 31. August 2010.
2. ↑  Ein Verteidiger namens Rosenberg taz.de, abgerufen am 11. Mai 2014
3. ↑  Tim Röhn: Rosenberg geht auf Schaaf los. BILD, 24. März 2010, abgerufen am 31. August 2010.
4. ↑  Thorsten Waterkamp: Die Tragik des Markus Rosenberg. Weser-Kurier, 26. August 2010, archiviert vom Original am 29. August 2010; abgerufen am 31. August 2010.  Info: Der Archivlink wurde automatisch eingesetzt und noch nicht geprüft. Bitte prüfe Original- und Archivlink gemäß Anleitung und entferne dann diesen Hinweis.
5. ↑  Umbruch geht weiter: Rosenberg, Silvestre und Thy verlassen Werder (Memento vom 18. Juni 2012 im Internet Archive), werder.de vom 3. Mai 2012
6. ↑  Rosenberg seals Albion move
7. ↑  Rosenberg zum ersten Mal Papa und völlig begeistert (kreiszeitung.de, abgerufen am 7. April 2012)

1925: Johansson |
1926: Holmberg |
1927: Olsson |
1928: Holmberg |
1929: Lundahl |
1930: Lundahl |
1931: Nilsson |
1932: Holmberg |
1933: Bunke |
1934: Jonasson |
1935: Andersson |
1936: Jonasson |
1937: Zetherlund |
1938: Hjelm |
1939: Persson / Andersson / Lindegren |
1940: Pålsson |
1941: Nyström |
1942: Jacobsson |
1943: Nordahl |
1944: Larsson |
1945: Nordahl |
1946: Nordahl |
1947: Gren |
1948: Nordahl |
1949: Franck |
1950: Rydell |
1951: Jeppson |
1952: Jacobsson |
1953: Jacobsson |
1954: Jacobsson |
1955: Hamrin |
1956: Bengtsson |
1957: Bild |
1958: Johansson / Källgren |
1959: Börjesson |
1960: Börjesson |
1961: Börjesson |
1962: Skiöld |
1963: Heineman / Larsson |
1964: Granbom |
1965: Larsson |
1966: Kindvall |
1967: Szepanski |
1968: Eklund |
1969: Almqvist |
1970: Larsson| |
1971: Sandberg |
1972: Edström / Sandberg |
1973: Mattsson |
1974: Mattsson |
1975: Mattsson |
1976: Backe |
1977: Almqvist / Aronsson |
1978: Berggren |
1979: Werner |
1980: Ohlsson |
1981: Nilsson |
1982: Corneliusson |
1983: Ahlström |
1984: Ohlsson |
1985: Börjesson / Karlsson / Lansdowne |
1986: Ekström |
1987: Larsson |
1988: Dahlin |
1989: Hellström |
1990: Eskelinen |
1991: Andersson |
1992: Eklund |
1993: Bertilsson / Lilienberg |
1994: Kindvall |
1995: Skoog |
1996: Andersson |
1997: Lilienberg / Mattiasson / Sahlin |
1998: Stavrum |
1999: Allbäck |
2000: Berglund |
2001: Selakovic |
2002: Ijeh |
2003: Skoog |
2004: Rosenberg |
2005: Þorvaldsson |
2006: Ari |
2007: Berg / Omotoyossi |
2008: Ingelsten |
2009: Hysén / Wanderson |
2010: Gerndt |
2011: Ranégie |
2012: Majeed Waris |
2013: Khalili |
2014: Vibe |
2015: Kujović |
2016: Owoeri |
2017: Eriksson / Holmberg |
2018: Paulinho |
2019: Buya Turay |
2020: Nyman |
2021: Adegbenro |
2022: Jeremejeff |
2023: Kiese Thelin |
2024: Vasić
| Personendaten    | Personendaten                               |
| ---------------- | ------------------------------------------- |
| NAME             | Rosenberg, Markus                           |
| ALTERNATIVNAMEN  | Rosenberg, Nils Markus (vollständiger Name) |
| KURZBESCHREIBUNG | schwedischer Fußballspieler                 |
| GEBURTSDATUM     | 27. September 1982                          |
| GEBURTSORT       | Malmö, Schweden                             |